# Коваленко Олександр Іванович
Олекса́ндр Іва́нович Ковале́нко, також відомий як Злий одесит (нар.15 грудня 1981, Одеса), — український військово-політичний оглядач групи «Інформаційний спротив», журналіст, письменник, блогер. Провідний експерт Українського центру дослідження проблем безпеки імені Дмитра Тимчука.

## Біографія
Олександр Коваленко народився 15 грудня 1981 року в Одесі. Закінчив Одеську національну академію зв'язку імені О. С. Попова.
З початком російської агресії в Україну 2014 року став відомим як блогер під нікнеймом «Злий одесит». Його публікації на платформі блогів LiveJournal мали велику аудиторію як в Україні, так і в Росії. Став популярним завдяки висвітленню ключових питань російської агресії в Україну, його дописи неодноразово потрапляли у списки найбільших переглядів на платформі «Живого журналу», в тому числі, й серед аудиторії Російської Федерації. Зокрема, він висвітлював провальні спроби імпортозаміщення в Росії. Його матеріал про економічні втрати, яких зазнала Росія внаслідок захоплення українських бойових кораблів у водах Чорного моря, зібрав майже 150 тисяч переглядів. За цю позицію його неодноразово блокувала адміністрація LiveJournal, штаб-квартира якої розміщена в Москві. 24 лютого 2022 року, з початком повномасштабного вторгнення Росії в Україну, російська адміністрація LiveJournal повністю вилучила сторінку користувача zloy-odessit.
У 2015 році Олександр Коваленко приєднався до аналітичної групи «Інформаційний спротив». У своїх публікаціях багато уваги приділяє питанню протистояння інформаційній агресії з боку Росії, протидії фейкам та провокаціям. Починаючи з 2015 року долучився до протидії блокуванням українських користувачів у мережі «Фейсбук», які, на його думку, пов'язані із впливом міноритарного акціонера Facebook компанії Digital Sky Technology, яка належить російському мільярдеру Юрію Мільнеру.
Приділяє багато уваги висвітленню військової операції азербайджанської армії в Нагірному Карабасі, вважає, що Азербайджан має тиснути на Вірменію для вирішення карабаського конфлікту. Як військовий і політичний експерт, коментує хід російсько-української війни в азербайджанських ЗМІ.
Автор книг «11 днів без Путіна» (рос. 11 дней без Путина) та «Інформаційна війна в режимі Standalone» (рос. Информационная война в режиме Standalone). Співавтор монографії «Стратегічні комунікації в умовах гібридної війни: погляд від волонтера до науковця», виданої у Національній академії Служби безпеки України.
Веде блоги та авторські сторінки на багатьох платформах, зокрема LiveJournal (з 24 лютого 2022 вилучений), Obozrevatel, Укрінформ, 24 канал, site.ua, Факти, Фокус та інші. Має акаунт у Facebook із 28 тисячами підписників, у Twitter (47 тисяч читачів), Telegram (65 тисяч підписників) і канал на YouTube, на який підписано близько 20 тисяч осіб.

## Твори
- Стратегічні комунікації в умовах гібридної війни: погляд від волонтера до науковця: монографія / [А. В. Баровська та ін.]; Нац. акад. Служби безпеки України. — Київ: НА СБ України, 2018. — 517 с. — ISBN 978-617-646-442-6
- «11 дней без Путина». — Одесса: Астропринт, 2015
- «Информационная война в режиме Standalone».